# جيولا إيفاني
جيولا إيفاني (1864 – 6 ديسمبر 1920) هو مبارز بالسيف مجري راحل، مثّل بلاده في الألعاب الأولمبية الصيفية 1900.

## روابط رياضية
جيولا إيفاني على موقع أوليمبيديا (الإنجليزية)